# Aldwych Street
Az Aldwych London egyik belső részén, a Westminsterben található utca. Az út félhold alakú, mindkét vége a Strandhez csatlakozik. Keleti oldalán van a Fleet Street nyugati vége. A közepén csatlakozik bele a Kingsway. Ez az utca ad helyet a London School of Economicsnak (LSE), a Bush House-nak, az Aldwych Theatre-nek, a Novelloak, a Waldorf Hiltonnak, az indiai nagykövetségnek, az Australia House-ban az ausztrál nagykövetségnek és közel található az aldwychi metróállomás.
A St Clement Danes-templomhoz közel áll a 19. századi miniszterelnök, William Gladstone szobra, amit 1905-ben emeltek.
A név az óangol eald és wic szavakból származik, minek a jelentése idős település. Később ezt használták az utca és a körzet megnevezésére is. Később, a 7. században szász település és kereskedelmi központ alakult ki a helyén, amit Luundenwicnek neveztek el (London település). Ezt valószínűleg Londoniumtól egy mérföldre nyugatra alapították. Ekkor valószínűleg a Fleet folyó torkolatát akarták kereskedőhajók és halászcsónakok kikötőjeként használni.
Az 1980-as években újra felfedezték, mikoris intenzív ásatások indultak, amiknek az élén a függetlenül dolgozó Alan Vince és Martin Biddle régészek álltak. A mostani ásatások a Covent Gardennél régi, 7. századi angolszász település nyomait tárta fel. Az ásatások azt mutatják, hogy az akkori település mérete 600.000 négyzetméter lehetett, ami a Nemzeti Galériától Aldwychig húzódhatott. Mihelyst a város központja visszahúzódott a régi római falak közé, az ennél régebbi Lundenwic az ealdwich, régi település nevet kapta.
1996. február 18-án ar Ír Köztársasági Hadsereg az itt haladó 171-es buszjáraton bombát robbantott, aminek a következtében az öngyilkoson kívül további nyolc ember is életét vesztette

## Képek

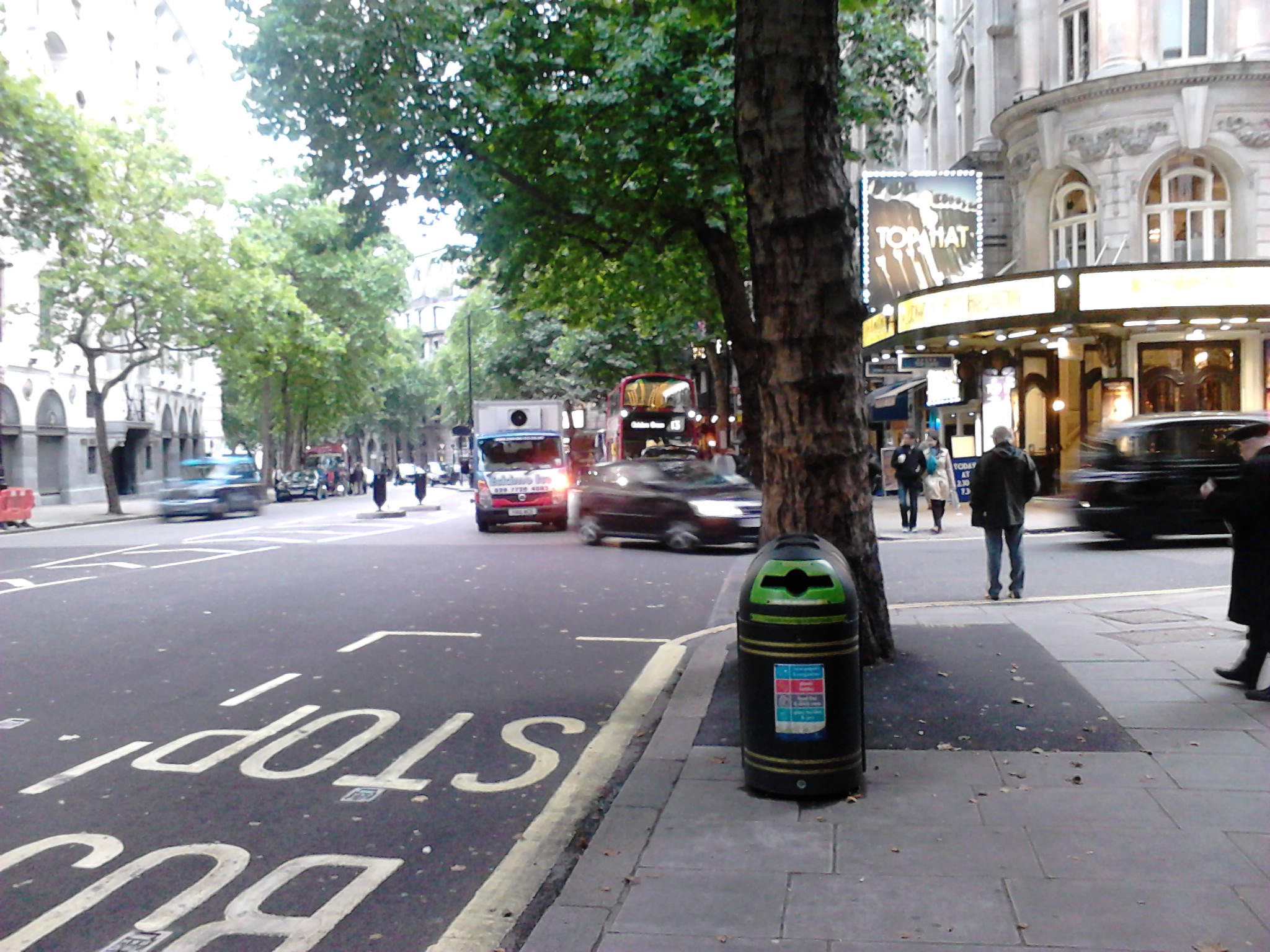
Utcakép
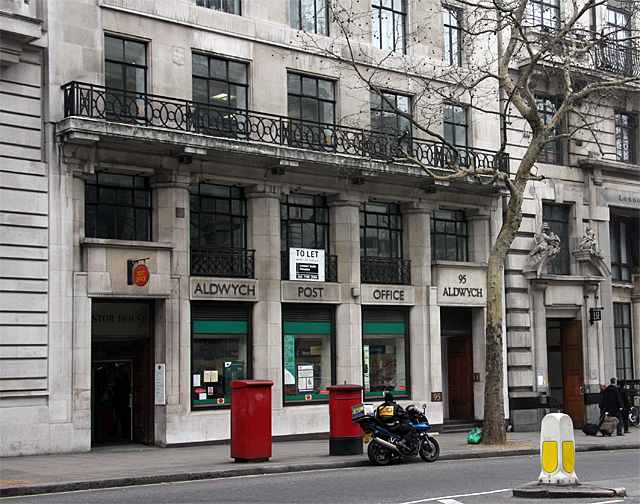
Posta
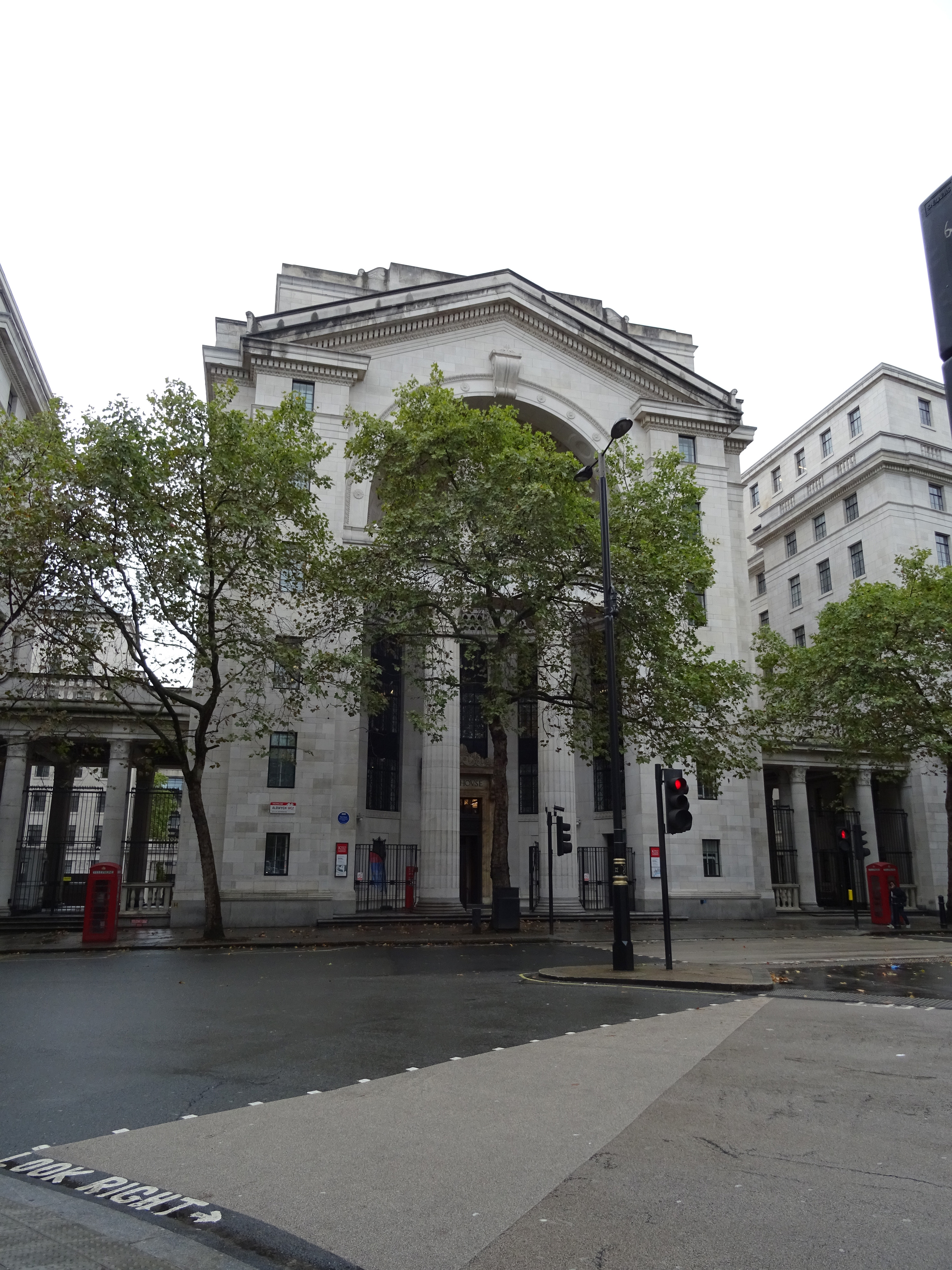
Bush-ház
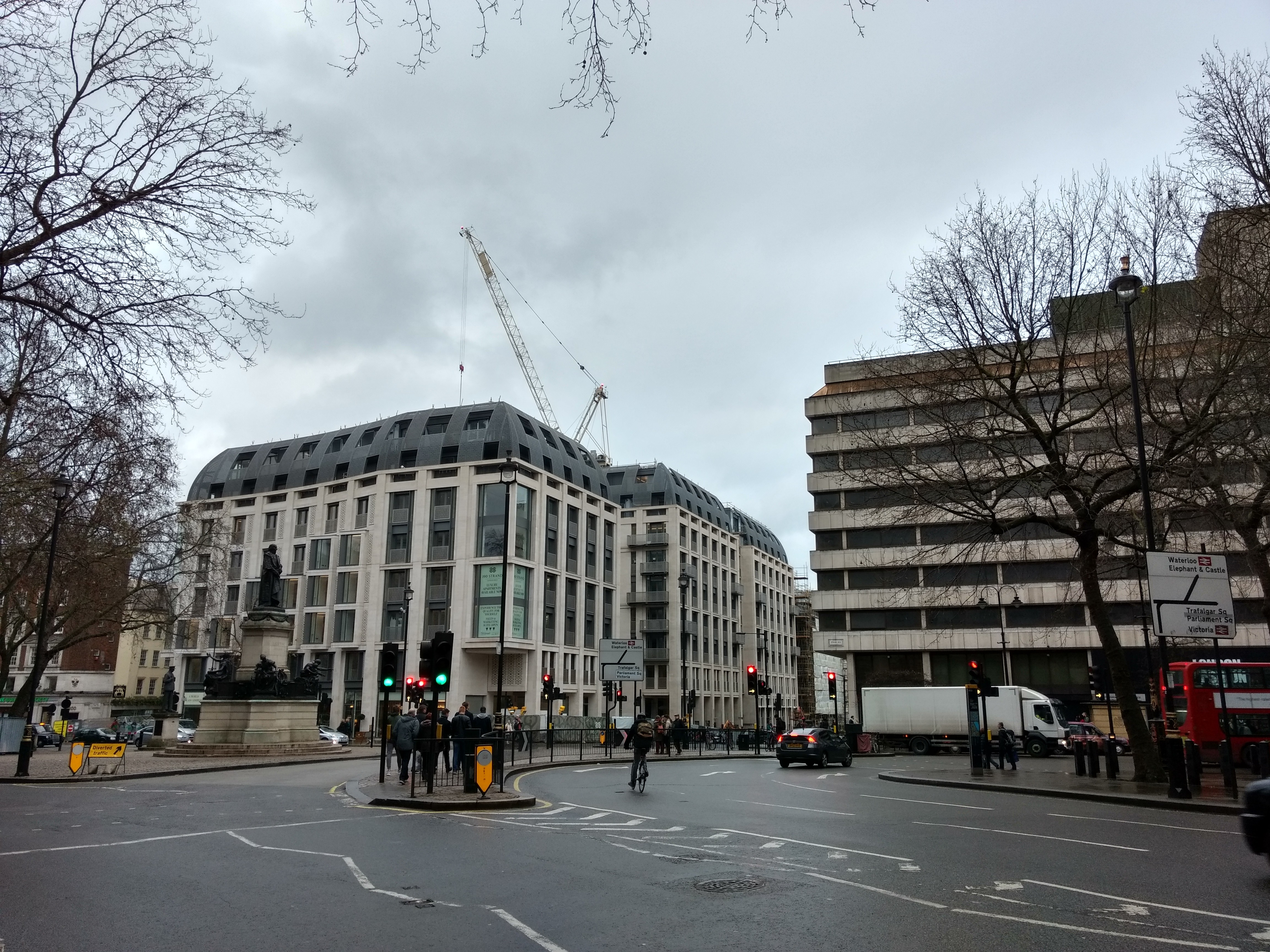
A Strand és az Aldwych találkozás, középen a Gladstone-szobor
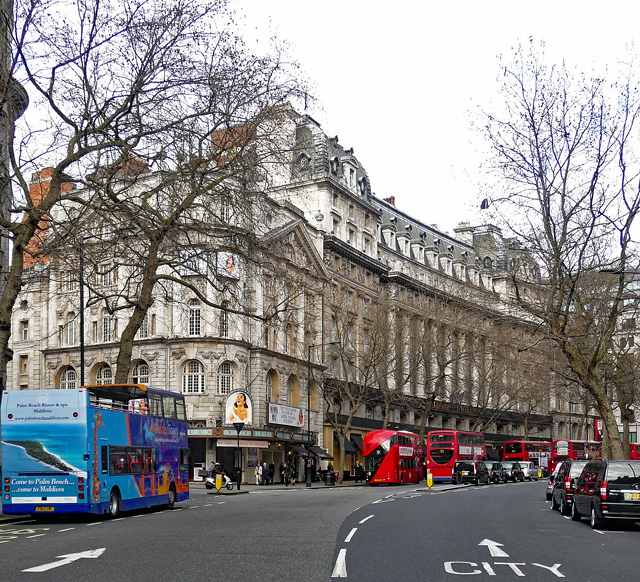
A Novello Színház és a Waldorf Hilton az Aldwychon
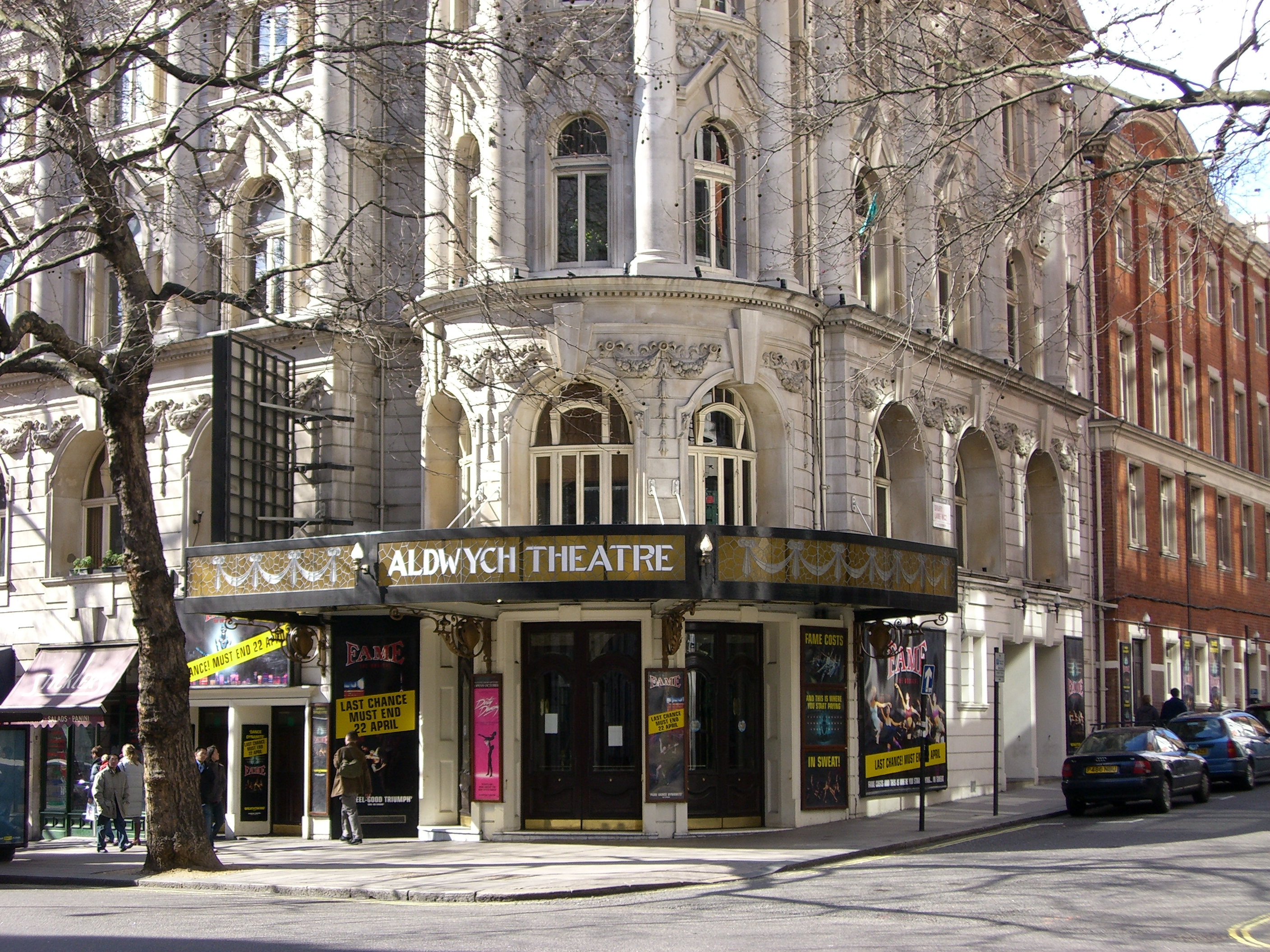
Aldwych Színház